# ایندکس کنتاکی
ایندکس کنتاکی (به انگلیسی: Index) یک منطقهٔ مسکونی در ایالات متحده آمریکا است که در شهرستان مورگان، کنتاکی واقع شده‌است. ایندکس کنتاکی ۲۳۷٫۱۴ متر بالاتر از سطح دریا واقع شده‌است.